# II-29
De II-29 is een nationale weg van de tweede klasse in Bulgarije. De weg loopt van 
Obrotsjisjte via Dobritsj naar Roemenië. De II-29 is 80 kilometer lang.